# Malta ved sommer-OL 2024
Malta deltog i sommer-OL 2024 i Paris, Frankrig, fra den 26. juli til den 11. august 2024.
De vandt ingen medaljer.

## Konkurrenter
Følgende er en liste over antallet af deltagere i legene.
| Sport    | Mænd | Damer | Total |
| -------- | ---- | ----- | ----- |
| Atletik  | 1    | 0     | 1     |
| Judo     | 0    | 1     | 1     |
| Skydning | 1    | 0     | 1     |
| Svømning | 1    | 1     | 2     |
| Total    | 3    | 2     | 5     |

## Medaljer
| 2024 Paris | Guld | Sølv | Bronze | Total |
| Malta      | 0    | 0    | 0      | 0     |

### Medaljevinderne
| Malta under sommer-OL 2024 i Paris | Malta under sommer-OL 2024 i Paris | Malta under sommer-OL 2024 i Paris | Malta under sommer-OL 2024 i Paris | Malta under sommer-OL 2024 i Paris |
| Medalje                            | Navn                               | Sport                              | Event                              | Dato                               |
| ---------------------------------- | ---------------------------------- | ---------------------------------- | ---------------------------------- | ---------------------------------- |
| -                                  | -                                  | -                                  | -                                  | -                                  |